# Dzijcagaany Ganbat
Dzijcagaany Ganbat (mong. Зийцагааны Ганбат; ur. 1 marca 1967) – mongolski biegacz narciarski, dwukrotny olimpijczyk.
W Calgary wziął udział w biegach na 15, 30 i 50 kilometrów zajmując odpowiednio 62., 72. i 57. pozycję. Cztery lata później bieg na 30 kilometrów ukończył na 78. miejscu, w biegu pościgowym 10+15 kilometrów zanotował natomiast 83. i 89. czas, co dało mu ostatecznie 84. pozycję.